# Миядзаки Ясусада
Миядзаки Ясусада (яп. 宮崎 安貞, 1623 — 8 сентября 1697) — японский агроном периода Эдо.

## Биография

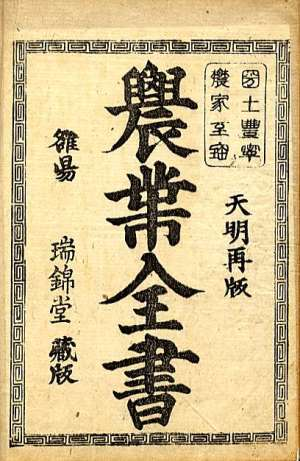
«Сборник трудов по сельскому хозяйству» — основной труд Миядзаки Ясусады.

Миядзаки Ясусада родился в 1623 году в западнояпонской провинции Аки. Его отец, Миядзаки Гиэмон (яп. 宮崎儀右衛門), был самураем княжества Хиросима.
В возрасте 25 лет Ясусада переехал на остров Кюсю, в провинцию Тикудзэн. Там он поступил на службу к роду Курода в Фукуока-хане, получив 200 коку годового дохода. В 30 лет Ясусада вышел в отставку и поселился в селе Мёбара уезда Сима провинции Тикудзэн. После этого на протяжении 40 лет Ясусада занимался сельским хозяйством и наставничеством крестьян, поднимая целину и выращивая леса. Для повышения эффективности работы он посещал самые передовые сельскохозяйственные районы Японии, встречался с опытными крестьянами и собирал полезную информацию агрономического характера.
Перед смертью, в сентябре 1697 года Ясусада издал «Сборник трудов по сельскому хозяйству» (яп. 農業全書), который оказал большое влияние на дальнейшее развитие сельского хозяйства в Японии. При составлении «Сборника» ему помогали старший брат Миядзаки Ракуэн и Кайбара Экиин.
Миядзаки Ясусада умер 8 сентября 1697 года. Похоронен в современном районе Ниси города Фукуока.